# Margrethe Schanne
Margrethe Marie Sophie Schanne (født 21. november 1921 i København, død 9. januar 2014 samme sted) var en dansk balletdanserinde og den første levende dansker uden for kongehuset, der blev vist på et dansk frimærke.

## Biografi
Schanne blev som otteårig optaget på Det Kongelige Teaters Balletskole og undervist af blandt andre Harald Lander. I 1939 debuterede hun som Sommerfuglen i Landers opsætning af August Bournonvilles Valkyrien. Fra 1943 solodanserinde og med anmelderros, især for sin fortolkning af rollen som Sylfiden i August Bournonvilles ballet af samme navn.
Schanne modtog også undervisning og dansede med succes i udlandet. I 1966 afsluttede hun sin karriere som danser, og med undtagelse af nogle få roller som skuespiller ernærede hun sig som balletlærerinde i Gladsaxe kommune.
Schanne blev udnævnt til Ridder af Dannebrog i 1953 og i 1957 blev hun som den første balletdanser i verden og den første dansker uden for kongehuset vist på et dansk frimærke.  
Margrethe Schanne er begravet på Assistens Kirkegård.